# Litoria jervisiensis
Litoria jervisiensis, llamada Jervis bay tree frog o curry frog en inglés, es una especie de anfibio anuro del género Litoria de la familia Hylidae.

## Distribución geográfica
Originaria de Australia.  Vive en Nueva Gales del Sur, Queensland, y Victoria.
Tienen pigmentación amarilla en sus axilas.
Viven en bosques de eucaliptos, otros bosques y en plantas cerca de arroyos. También viven en dunas y lagunas arenosas cerca del océano.
A diferencia de otras ranas que viven en Nueva Gales del Sur, estas ranas llaman, crían y ponen huevos en las partes frías del año. Ponen huevos en palos bajo el agua. Toman 12 semanas para transformar en ranas.